# Valery Miloserdov
Valery Vladimirovich Miloserdov (cirílico:Валерий Владимирович Милосердов) (Elektrostal, 11 de setembro de 1951 - Moscovo, 26 de janeiro de 2015) foi um basquetebolista russo que integrou a Seleção Soviética que conquistou a medalha de bronze disputada nos XXI Jogos Olímpicos de Verão realizados em 1976 na cidade de Montreal e a medalha de bronze disputada nos XXII Jogos Olímpicos de Verão realizados em 1980 na cidade de Moscovo.
Morreu em 26 de janeiro de 2015 segundo noticiou o sítio do CSKA Moscou.